# Мохноногие сычи
Мохноногие сычи (лат. Aegolius) — род птиц семейства совиных. 

## Описание
Некрупные совы. Голова большая, крылья и хвост относительно короткие, перьевых ушей нет. Лапы короткие, покрыты перьями. Верхние края лицевого диска могут выступать надо лбом. Птенцы в мезоптиле окрашены тёмно-буро, лоб светловатый. 

## Образ жизни
Обитают в лесах. Добычу настигают броском с возвышенности. Активны ночью и в сумерках.

## Систематика
Род был введён в 1829 году немецким натуралистом Иоганном Якобом Каупом. Типовой вид — мохноногий сыч.

## Виды
Род включает 5 видов:
- Aegolius acadicus — североамериканский мохноногий сыч
- Aegolius funereus — мохноногий сыч
- Aegolius harrisii — светлолобый мохноногий сыч
- Aegolius ridgwayi — бесполосый мохноногий сыч
- †Aegolius gradyi

## Ареал
Мохноногий сыч встречается как в Евразии, так и в Северной Америке. Остальные три вида населяют Американский континент: североамериканский мохноногий сыч распространён в Северной Америке, бесполосый мохноногий сыч в Центральной, светлолобый в Южной.

## Ссылки

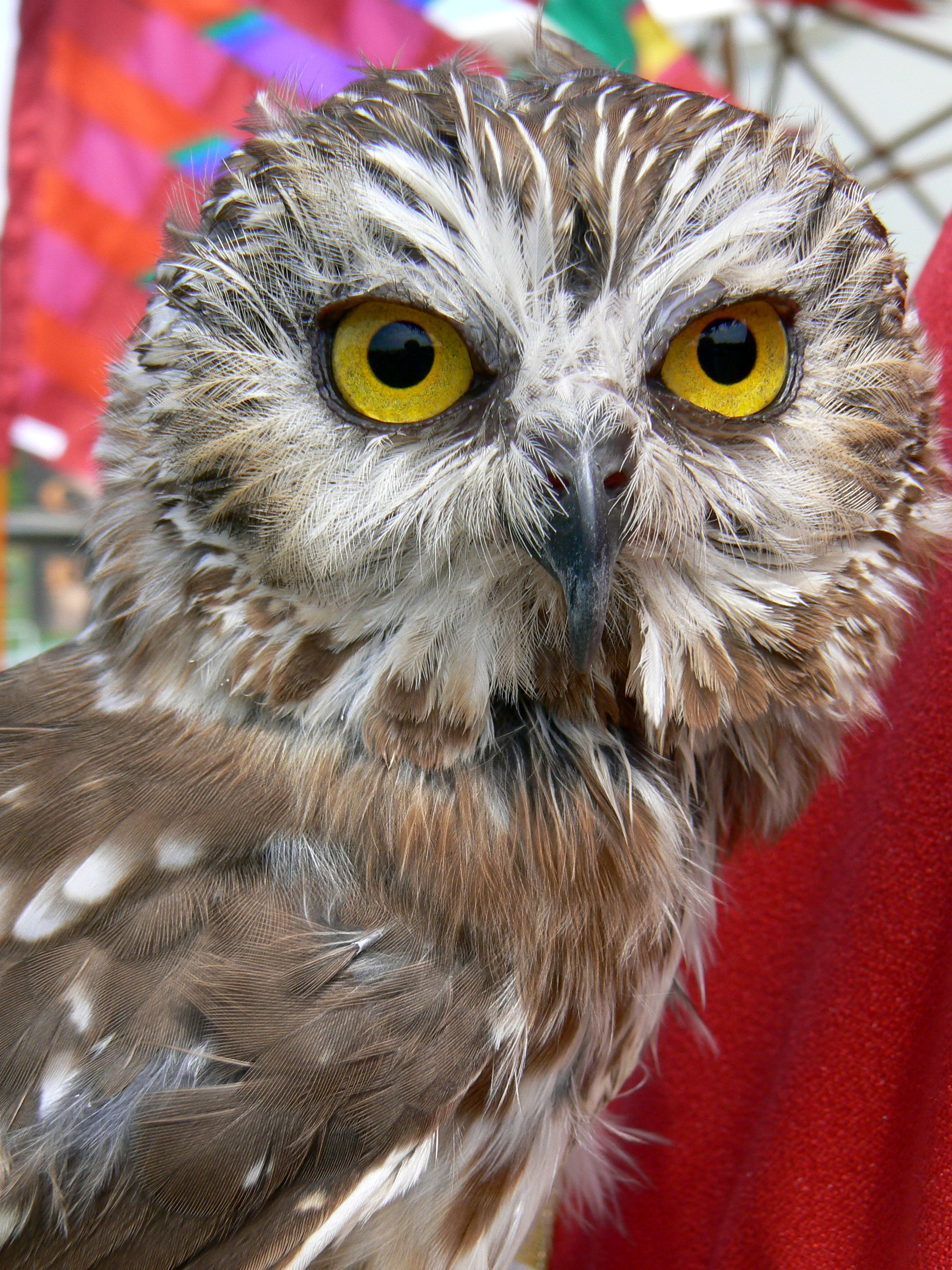
Североамериканский мохноногий сыч